# Hendrik Feldwehr
Hendrik Feldwehr, né le 13 janvier 1986 à Bremerhaven, est un nageur allemand participant aux épreuves de brasse.

## Carrière
Aux Championnats du monde en petit bassin 2009, il est médaillé d'argent au relais 4 × 100 m quatre nages avec Helge Meeuw, Benjamin Starke et Paul Biedermann et termine à la quatrième place du 50 m brasse. Aux Championnats d'Europe en petit bassin 2010, il est titré au relais 4 × 50 m quatre nages, deuxième au 100 m brasse et troisième au 50 m brasse. Aux Jeux olympiques d'été de 2012 à Londres, il participe au 100 m brasse mais il est éliminé en séries, ne réalisant que le 21e temps.

## Palmarès

### Championnats du monde

#### En grand bassin
- Championnats du monde 2009 à Rome ( Italie) :
  -  Médaille d'argent au titre du relais 4 × 100 m quatre nages.

- Championnats du monde 2011 à Shanghai ( Chine) :
  -  Médaille de bronze au titre du relais 4 × 100 m quatre nages.

- Championnats du monde 2015 à Kazan ( Russie) :
  -  Médaille de bronze au titre du relais mixte 4 × 100 m quatre nages.

### Championnats d'Europe

#### En petit bassin
- Championnats d'Europe 2009 à Istanbul ( Turquie) : 
  -  Médaille d'argent du relais 4 × 50 m quatre nages.
- Championnats d'Europe 2010 à Eindhoven ( Pays-Bas) : 
  -  Médaille d'or du relais 4 × 50 m quatre nages.
  -  Médaille d'argent du 100 m brasse.
  -  Médaille de bronze au titre du 50 m brasse.